# Krokodil
Pour les articles homonymes, voir Krokodil (homonymie).

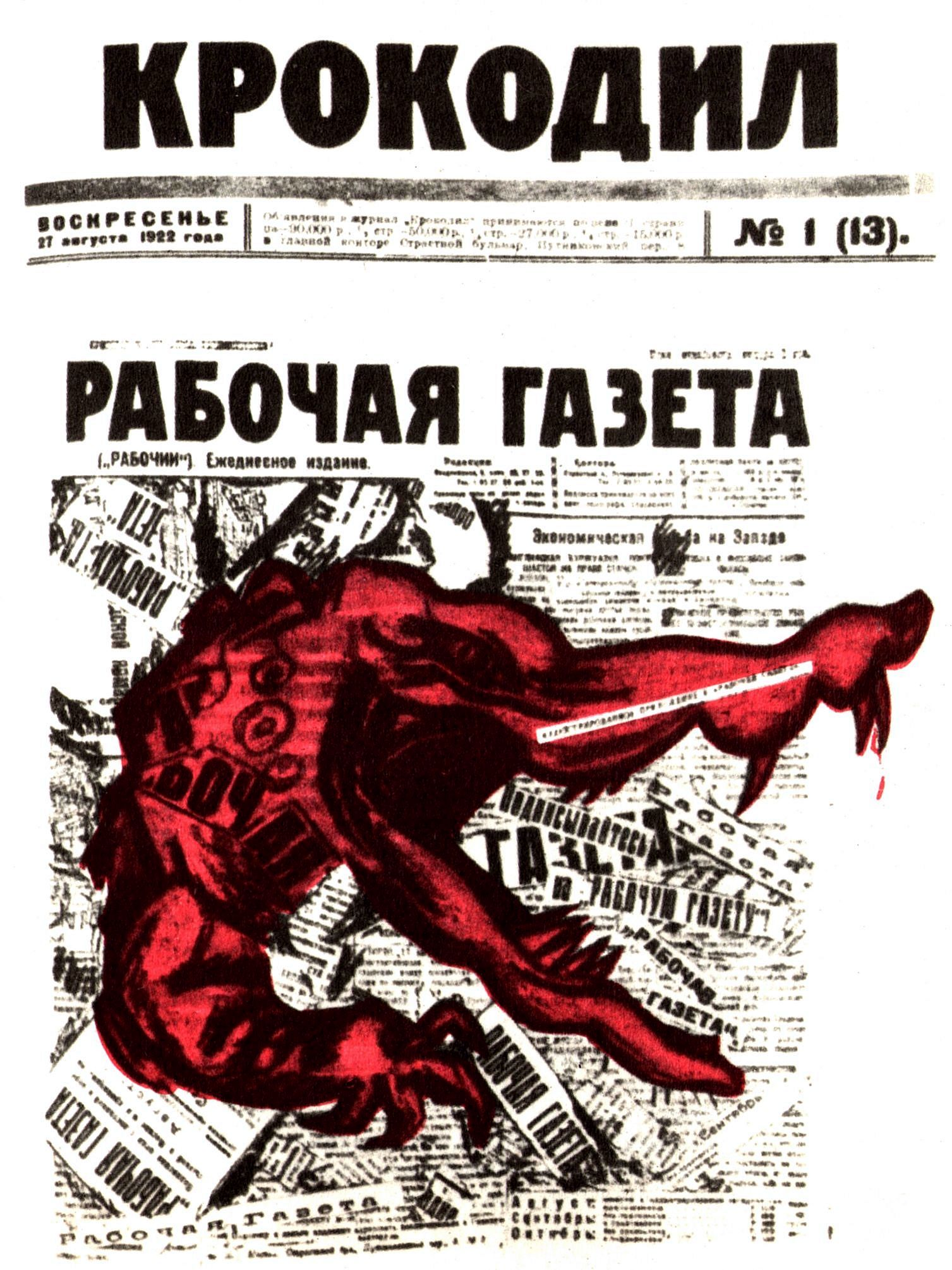
Couverture du n°1 de Krokodil.

Krokodil (en russe « Крокодил », « Crocodile ») est un journal satirique soviétique fondé en 1922,,. Il a notamment publié des dessins du caricaturiste Boris Efimov (1900-2008) et des Koukryniksy, les œuvres d'Ilf et Petrov, Valentin Kataïev, Iouri Olecha, Mikhaïl Zochtchenko. Maïakovski collabore également avec Krokodil. Parmi les caricaturistes on peut citer Viktor Tchijikov (depuis 1955), Lev Brodaty,, Yuly Ganf, Constantin Elisseïev, Aminadav Kanevski,.
Son premier rédacteur en chef fut Constantin Eremeïev, le second Nikolaï Smirnov. En 1922-1934, dans la rédaction du journal travaille Vassili Lebedev-Koumatch. 
Le journal dénonce les maux de la société, notamment l'alcoolisme et les limites d'un phénomène typiquement soviétique qui consiste en un engagement d'un groupe de travailleurs d'une même entreprise dans le redressement moral d'un collègue après une sanction disciplinaire. 
Ce supplément de la Pravda joue un rôle tout particulier pendant la guerre froide dans l'adaptation du discours de la propagande au plus large public. Ainsi, les caricatures et les dessins satiriques, accompagnés de versets grinçants, vont appuyer le propos des articles sur l'actualité internationale. 
Le journal inspire le Multiplikatsionny Krokodil [Krokodil animé] - une série de courts métrages satiriques pour adultes produite par Soyuzmultfilm Studio en 1960-1961.
Après la dislocation de l'Union soviétique, le journal cesse de paraître. Depuis 2005, une nouvelle version hebdomadaire du journal est diffusée : Noviy Krokodil (en russe : Новый Крокодил, « Le Nouveau Crocodile »).